# کویگن‌یار
کویگن‌یار (به ازبکی: Kuyganyor) یک منطقهٔ مسکونی در ازبکستان است که در شهرستان اندیجان واقع شده‌است. کویگن‌یار ۹٬۲۰۰ نفر جمعیت دارد و ۵۰۸ متر بالاتر از سطح دریا واقع شده‌است.